# Stenoleptura hefferni
Stenoleptura hefferni là một loài bọ cánh cứng trong họ Cerambycidae.